# Pedro Gómez Labrador
Pedro Gómez Labrador, marquès de Labrador (Valencia de Alcántara, 30 de novembre de 1764-París, 18 de juny de 1850), va ser un diplomàtic i aristòcrata espanyol que va representar al Regne d'Espanya al Congrés de Viena (1814-1815) celebrat en acabar les Guerres Napoleòniques a Europa. Labrador no va aconseguir els objectius diplomàtics que se li van encomanar: restaurar les antigues possessions espanyoles d'Itàlia als Borbó, deposades per Napoleó Bonaparte, i restablir el control d'Espanya sobre les colònies americanes, que s'havien rebel·lat contra la seva metròpoli durant la guerra del francès.

## Biografia
De família noble, va estudiar Dret a la Universitat de Salamanca on es va graduar com a batxiller en lleis. Va ser nomenat jutge en l'Audiència de Sevilla en 1793. En 1798 va ser designat com a enviat plenipotenciari per Carles IV per assistir al papa Pius VI, que era presoner dels francesos a Florència des de febrer de 1798. Després de la mort de Pius VI l'agost de 1799, Labrador va ser nomenat ambaixador al Regne d'Etrúria creat per Napoleó Bonaparte, on van ser entronitzats els Borbó-Parma.
Suprimit el Regne d'Etrúria en 1807, Labrador va tornar a Espanya. Durant la invasió francesa de 1808, Labrador va refusar col·laborar amb els francesos i es va refugiar a Cadis, unint-se als liberals espanyols que hi havien format les Corts de Cadis, sent designat ministre d'Estat, encara que les idees de Labrador eren força alienes a les defensades per les Corts. En 1812, va ser nomenat per Ferran VII secretari d'Estat (equivalent al càrrec actual de ministre d'Afers exteriors i cap de govern)
Oposat al liberalisme, després de la derrota dels francesos va contribuir a abolir la Constitució espanyola de 1812 i li va ser donat l'encàrrec de representar Ferran VII en els tractats de pau de Viena de 1814-1815, on va fracassar en tots els seus encàrrecs, com eren els drets relatius a la devolució de Louisiana, la restauració dels Borbó a Itàlia i el reconeixement del domini d'Espanya sobre les seves possessions americanes revoltades. El duc de Wellington s'hi va referir com «l'home més estúpid que he vist en la meva vida».
Com a persona de poca amabilitat, Labrador no va aconseguir suport a les seves demandes en un congrés on la vida social va ser paradigmàtica i on li va perjudicar la falta de diners, doncs la Corona espanyola mai li va enviar subsidis per finançar banquets ni recepcions. Es diu que la seva participació en el Congrés de Viena va ser tan anodina, que no va organitzar ni una recepció en la seva residència a Viena del palau Palffy (Josefsplatz).
Labrador també va fracassar per la implicació dels seus projectes: de fet, Labrador va sol·licitar que el Congrés exigís als Estats Units restituir Louisiana a la Corona espanyola, però la proposta va ser ignorada per complet. Àustria va tractar de mostrar-se com la potència catòlica més fiable pel papat i va obstruir els esforços espanyols sense que Labrador pogués impedir-ho. De la mateixa manera, la comanda de Labrador perquè el Congrés recolzés materialment Espanya en la seva lluita contra les seves colònies americanes va ser rebutjada, ja que això hagués danyat els interessos comercials de Gran Bretanya, mentre Prússia, Àustria i Rússia refusaven enemistar-se amb el govern britànic. Destituït com a plenipotenciari en 1817, durant la resta del regnat de Ferran VII al Regne de les Dues Sicílies.
Enemistat profundament amb Francisco Martínez de la Rosa i el comte de Toreno, a la mort de Ferran VII va donar suport la causa del candidat Carles Maria Isidre de Borbó, raó per la qual fou privat dels seus títols i declarat traïdor. Es va exiliar a París, on va morir en 1850.